# Nordazepam

Nordazepam

Il nordazepam (conosciuto anche come nordiazepam) è una benzodiazepina caratterizzata da una lunga durata d'azione. Come altre benzodiazepine la molecola presenta proprietà di tipo amnesico, anticonvulsivante, ansiolitico, muscolo rilassante e sedative. In clinica viene prevalentemente utilizzata per il trattamento dell'ansia. È un metabolita attivo di numerose altre benzodiazepine come diazepam, clordiazepossido, clorazepato, prazepam, pinazepam e medazepam.

## Farmacodinamica
Come altre benzodiazepine nordazepam agisce legandosi ai recettori GABAa, come agonista parziale di questi recettori, specialmente in alcune e ben definite strutture cerebrali (quali il sistema limbico e l'ipotalamo) determinando una efficace risoluzione dell'ansia e migliorando la disposizione al sonno. 
Alcuni studi clinici hanno infatti evidenziato un effetto positivo della molecola sul tempo totale di sonno, facilitazione dell'induzione al sonno, e notevole riduzione dei risvegli notturni.
Il fatto che si tratti di un agonista parziale dei recettori GABAa lo rende meno potente rispetto ad altre benzodiazepine, particolarmente per quanto attiene alle sue proprietà amnesiche e muscolo rilassanti.

## Farmacocinetica
Il nordazepam a seguito di somministrazione per via orale viene facilmente assorbito nel tratto gastrointestinale. La concentrazione plasmatica di picco (Cmax) è raggiunta a distanza di circa 2 ore dalla somministrazione per bocca. La biodisponibilità per via orale appare elevata e pari a circa il 90%. L'emivita della molecola è variabile da un individuo ad un altro, ma è in genere compresa tra 48 e 120 ore.
Nell'organismo il composto viene degradato attraverso reazioni di ossidrilazione, con formazione di oxazepam.
Le alterazioni della funzionalità epatica associate all'età avanzata oppure a patologie quali la cirrosi, possono comportare un'alterata clearance di nordazepam.

## Tossicologia
Studi sperimentali eseguiti sugli animali e hanno evidenziato una DL50 che nel topo dopo somministrazione per via orale è pari a 1300 mg/Kg peso corporeo, mentre per via intraperitoneale è pari 670 mg/Kg. Nel ratto la DL50 per os è invece risultata superiore a 5200 mg/Kg.

## Usi clinici
La molecola è indicata nei soggetti affetti da sindrome ansiosa, in caso di disturbo grave e disabilitante, e nei soggetti con problemi di insonnia.

## Effetti collaterali e indesiderati
Tra gli effetti avversi, i più rilevanti sono la sonnolenza.

## Controindicazioni
Nordazepam è controindicato nei pazienti con ipersensibilità nota al principio attivo oppure ad altre benzodiazepine. È inoltre controindicato nei soggetti affetti da miastenia gravis, in caso di grave insufficienza epatica o respiratoria, particolarmente in coloro che sono affetti da sindrome da apnea notturna. La sua assunzione dovrebbe essere evitata in soggetti con dipendenza da alcool o altre sostanze psicoattive e comorbidità psichiatrica.

## Sovradosaggio
In caso di sovradosaggio di nordazepam, volontario o accidentale, è improbabile che il paziente presenti un reale rischio per la vita, tranne che contemporaneamente non siano state assunte altre sostanze ad azione deprimente il sistema nervoso centrale (SNC), come ad esempio alcool, barbiturici, oppioidi. Il trattamento dei soggetti in overdose comporta l'induzione del vomito, se l'assunzione è avvenuta entro 1-2 ore, sempre che il paziente sia cosciente. In alternativa si può ricorrere al lavaggio gastrico avendo cura di proteggere le vie respiratorie se il paziente è in stato di incoscienza.

## Gravidanza e allattamento
Nordazepam, come altre benzodiazepine, attraversa con facilità la barriera placentare. La molecola non deve essere somministrata nel primo trimestre di gravidanza. In caso di gravi motivi medici può essere somministrata nell'ultimo periodo di gravidanza, ma è necessario tenere presente che il neonato, a causa dell'azione farmacologica del farmaco, può manifestare effetti indesiderati quali ipotermia, ipotonia e talvolta lieve depressione respiratoria.
Dal momento che nordazepam e le altre benzodiazepine sono escrete nel latte materno, la molecola non dovrebbe essere somministrata alle madri che allattano al seno. È quindi indicato sospendere l'allattamento al seno se vi è indicazione ad un'assunzione regolare da parte della madre.